# Jarrad Branthwaite
Jarrad Paul Branthwaite (* 27. června 2002 Carlisle) je anglický profesionální fotbalista, který hraje na pozici středního obránce za anglický klub Everton FC a za anglický národní tým do 21 let, se kterým vyhrál mistrovství Evropy v roce 2023.

## Klubová kariéra

### Carlisle United
Branthwaite je odchovancem klubu Carlisle United, do jehož akademie nastoupil v roce 2013. Dne 16. března 2019 se poprvé objevil na lavičce seniorského týmu při remíze 1:1 na hřišti Forest Green Rovers v League Two.
Svého debutu se dočkal 19. října 2019 ve věku 17 let, kdy odehrál celé ligové utkání proti Plymouthu (prohra 0:2). Do konce podzimní části sezóny se propracoval do základní sestavy čtvrtoligového klubu a svými výkony upoutal pozornost mnoha anglických velkoklubů.

### Everton

#### Sezóna 2019/20
Dne 13. ledna 2020 přestoupil Branthwaite, po pouhém půlroce v A-týmu Carlisle, do prvoligového Evertonu, se kterým podepsal smlouvu na dva a půl roku. Svého debutu v anglické nejvyšší soutěži se dočkal 12. července, kdy o poločase utkání proti Wolverhamptonu Wanderers vystřídal Leightona Bainese. O čtyři dny později v zápase proti Aston Ville v 16. minutě vystřídal zraněného Masona Holgatea. Branthwaite nastoupil v základní sestavě Evertonu v následujících dvou ligových zápasech proti Sheffieldu United a Bournemouthu.

#### Sezóna 2020/21
V podzimní části sezóny 2020/21 Branthwaite nedostal v lize příležitost, a tak požádal klub o hostování. 14. ledna 2021 Branthwaite odešel na půl roku hostovat do druholigového Blackburnu Rovers. V klubu zpočátku nastupoval pravidelně v základní sestavě, v dubnu si však během tréninku poranil kotník a předčasně tak pro něj sezóna skončila. Celkem odehrál za Rovers deset ligových zápasů.

#### Sezóna 2021/22
Ani v sezóně 2021/22 nedostal Branthwaite mnoho příležitostí v A-týmu Evertonu, nedokázal se prosadit přes velkou konkurenci v podobě Michaela Keana, Masona Holgata a Yerryho Miny. 16. prosince, ve svém prvním ligovém zápase sezóny, pomohl svým prvním gólem v anglické nejvyšší soutěži k zisku bodu za remízu 1:1 proti Chelsea. Celkem v sezóně odehrál 8 soutěžních utkání a v létě za herní praxí odešel na hostování.

#### Sezóna 2022/23
Dne 17. července 2022 zamířil Branthwaite na roční hostování do nizozemského PSV Eindhoven. 9. srpna debutoval v dresu PSV a to v zápase třetího předkola Ligy mistrů proti Monaku, když v 17. minutě prodloužení vystřídal Joeyho Veermana. Během podzimní části sezóny se probojoval do základní sestavy a pomohl klubu ke konečné druhé příčce v Eredivisie a k zisku nizozemského poháru. Ve finále proti Ajaxu sice vlastní brankou nešťastně otevřel skóre, PSV však dokázalo vyrovnat a v penaltovém rozstřelu bylo úspěšnější. Celkem v sezóně odehrál Branthwaite 37 soutěžních utkání, v nichž vstřelil 4 branky.

#### Sezóna 2023/24
Na začátku sezóny 2023/24 se dokázal Branthwaite probojovat do základní sestavy Evertonu a v říjnu 2023 podepsal s klubem nový čtyřletý kontrakt.

## Reprezentační kariéra
Dne 17. března 2023 byl Branthwaite poprvé povolán do reprezentace Anglie do 21 let.
V červnu 2023 byl nominován na závěrečný turnaj Mistrovství Evropy do 21 let. Během turnaje nastoupil do jednoho utkání v základní sestavě. Anglický tým na turnaji neinkasoval žádný gól, což se mu podařilo jako prvnímu v historii turnaje. Branthwaite nenastoupil do finálového utkání proti Španělsku, které Anglie vyhrála 1:0.